# Apocephalus anfractus
Apocephalus anfractus är en tvåvingeart som beskrevs av Brown 1993. Apocephalus anfractus ingår i släktet Apocephalus och familjen puckelflugor.
Artens utbredningsområde är Ecuador. Inga underarter finns listade i Catalogue of Life.